# Luisa Miller
Luisa Miller è un'opera lirica di Giuseppe Verdi.

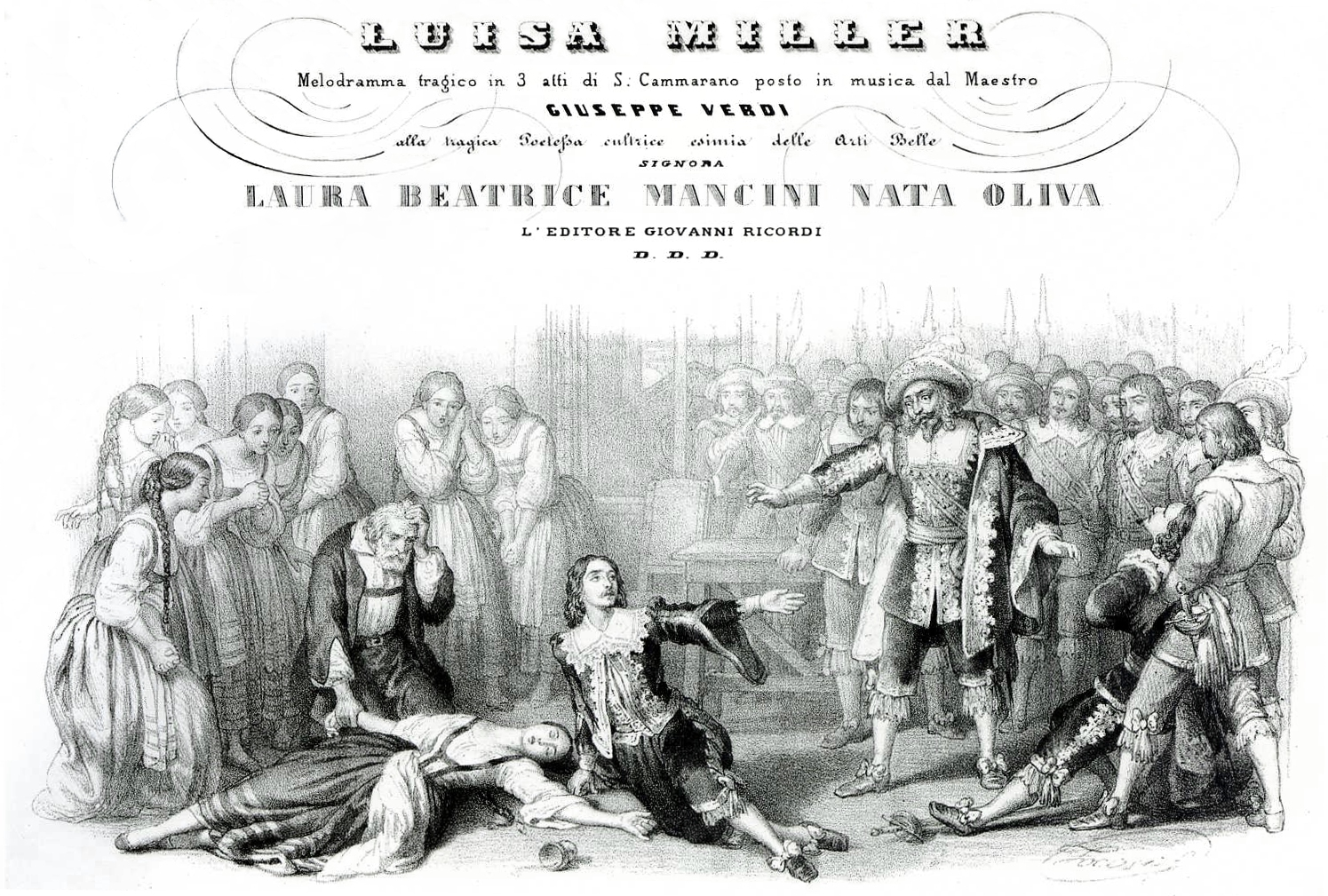
La morte della protagonista in un'illustrazione del libretto originale, edizioni Ricordi, 1849

Il libretto, denominato "melodramma tragico in tre atti" è di Salvadore Cammarano, ed è tratto dalla tragedia Kabale und Liebe (Intrigo e amore) di Schiller. L'opera fu rappresentata la prima volta al Teatro San Carlo di Napoli l'8 dicembre 1849.

## Interpreti della prima rappresentazione
Gli interpreti e gli artisti coinvolti furono i seguenti:

| Personaggio                           | Interprete                      |
| ------------------------------------- | ------------------------------- |
| Miller                                | Achille De Bassini              |
| Luisa                                 | Marietta Gazzaniga              |
| Conte di Walter                       | Antonio Selva                   |
| Rodolfo                               | Settimio Malvezzi               |
| Federica                              | Teresa Salandri                 |
| Wurm                                  | Marco Arati                     |
| Laura                                 | Maria Salvetti                  |
| Contadino                             | Francesco Rossi                 |
| Scene                                 | Pietro Venier                   |
| Costumi                               | Filippo del Buono               |
| Direttore di scena                    | Salvatore Cammarano             |
| Maestro del coro                      | Giuseppe Puzone                 |
| Maestro al cembalo                    | Giuseppe Verdi (per tre recite) |
| Primo violino e direttore d'orchestra | Antonio Farelli                 |

## Genesi
Il rapporto tra Verdi e il massimo teatro napoletano aveva subito un duro colpo a causa della decisione dello stesso Verdi di far debuttare La battaglia di Legnano al Teatro Argentina di Roma.
Per sostituire quest'opera, Verdi e Cammarano scelsero inizialmente un'opera patriottica, L'Assedio di Firenze, ma abbandonarono il progetto a causa dell'opposizione della censura. La scelta cadde a questo punto sul dramma Kabale und Liebe di Friedrich Schiller. Verdi scrisse la musica tra Napoli e Parigi.

## Caratteri generali

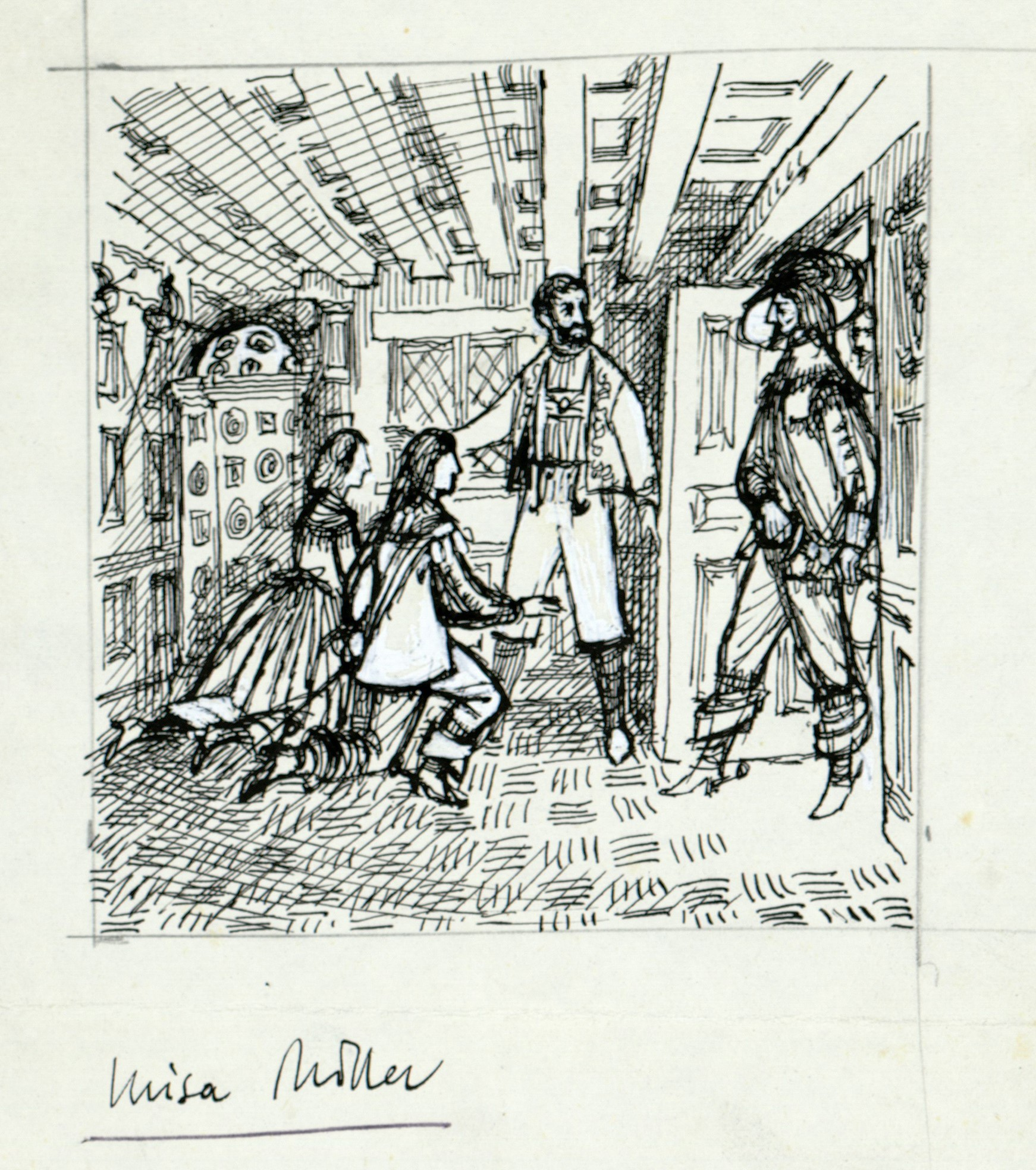
Disegno per copertina di libretto, disegno per Luisa Miller (s.d.). Archivio Storico Ricordi

L'opera è generalmente considerata un anello di congiunzione fra le opere giovanili del compositore e quelle appartenenti alla cosiddetta trilogia popolare (Rigoletto, Il trovatore e La traviata), con la quale il genio verdiano entra nella sua piena maturità espressiva. Pur non possedendo l'invenzione e soprattutto l'omogeneità di altri lavori verdiani, Luisa Miller è una tappa fondamentale nello sviluppo della drammaturgia del compositore che, abbandonati i drammi corali e i personaggi monumentali, si cimenta con un dramma della borghesia, scavando nella psicologia e nelle emozioni di Luisa, l'eroina della vicenda, come mai aveva fatto in passato. Tale approfondimento è reso possibile dalla presenza, nel dramma, di pochi personaggi principali e di una sola protagonista, su cui l'autore può concentrare la propria attenzione, portando a compimento quel processo di semplificazione scenica iniziato con Ernani.
Sotto il profilo più propriamente musicale, l'orchestrazione si fa più raffinata che in passato, il recitativo più incisivo e «va maturandosi l'equilibrio esatto fra musica e azione che non tarderà a mostrarsi nella prima opera cui Verdi si appassioni profondamente».

## Trama
L'avvenimento ha luogo in Austria, in Tirolo, nel XVII secolo.
- Atto I – Il giovane Rodolfo (tenore), figlio del conte di Walter (basso), e Luisa (soprano), figlia del vecchio soldato Miller (baritono), si amano ma il loro amore è ostacolato dal padre di Rodolfo, che vorrebbe il figlio sposo della duchessa Federica (contralto). Il figlio non vuole separarsi dalla sua Luisa così che arriva ad opporsi violentemente al padre minacciandolo di rivelare che, per impossessarsi della contea, ha ucciso il signore legittimo, suo cugino.
- Atto II – Quando Miller finisce agli arresti per essersi ribellato alle angherie del conte, il subdolo castellano Wurm (basso) promette a Luisa, della quale è invaghito, di liberare suo padre a condizione che la giovane scriva una lettera in cui confessi falsamente di aver raggirato Rodolfo per ambizione. Luisa accetta e Wurm fa in modo che la lettera finisca nelle mani di Rodolfo che, amareggiato, si rassegna alle nozze combinate dal padre.
- Atto III – Luisa decide di uccidersi e racconta tutta la verità in una lettera-testamento che viene in possesso però del vecchio Miller che riesce a dissuaderla. Mentre Luisa e il padre stanno per mettersi in viaggio con il proposito di rifarsi una vita altrove, Rodolfo, al colmo del furore, avvelena la ragazza e se stesso, per scoprire troppo tardi gli inganni di cui i due amanti sono stati vittime. Le grida dell'agonizzante Luisa richiamano i contadini, il conte e Wurm; in uno scatto d'ira Rodolfo uccide Wurm e muore accanto all'amata.

## Organico orchestrale
La partitura di Verdi prevede l'utilizzo di:
- ottavino, 2 flauti, 2 oboi, 2 clarinetti, 2 fagotti
- 4 corni, 2 trombe, 3 tromboni, cimbasso
- timpani, grancassa
- arpa
- archi

Da suonare internamente:
- 4 corni, campana, organo

La durata dell'opera è di circa 2 ore e 30 minuti

## Struttura dell'opera
- Sinfonia

### Atto I
- 1. Introduzione
  - Coro Ti desta, o Luisa, regina de' cori (Laura e Contadini) Scena I
  - Scena Ecco mia figlia... (Miller, Luisa, Coro) Scena II
  - Romanza Lo vidi, e 'l primo palpito (Luisa) Scena II
  - Scena Luisa, un pegno ingenuo (Laura, Contadini, Luisa, Rodolfo, Miller) Scena II-III
  - Terzetto T'amo d'amor ch'esprimere (Luisa, Rodolfo, Miller, Coro) Scena III
- 2. Scena e Aria di Miller
  - Scena Ferma, ed ascolta. (Wurm, Miller) Scena IV
  - Aria Sacra la scelta è d'un consorte (Miller) Scena IV
  - Tempo di mezzo Costarti, o vecchio debole (Wurm, Miller) Scena IV
  - Cabaletta Ah! fu giusto il mio sospetto!... (Miller) Scena IV
- 3. Scena e Aria di Walter
  - Scena Che mai narrasti!... (Walter, Wurm) Scena V
  - Aria Il mio sangue, la vita darei (Walter) Scena V
- 4. Recitativo e Coro
  - Scena Padre... - M'abbraccia... (Rodolfo, Walter) Scena VI
  - Coro Quale un sorriso d'amica sorte (Coro) Scena VII
- 5. Recitativo e Duetto di Federica e Rodolfo
  - Recitativo Duchessa tu m'appelli! (Federica, Rodolfo) Scena VII
  - Duetto Dall'aule raggianti di vano splendore (Federica, Rodolfo) Scena VII
  - Tempo di mezzo Che intendo! - Sì vaga, sì eccelsa consorte (Federica, Rodolfo) Scena VII
  - Cabaletta Deh! la parola amara (Rodolfo, Federica) Scena VII
- 6. Finale I
  - Coro Sciogliete i levrieri... - Spronate i destrieri... (Cacciatori) Scena VIII-IX
  - Scena Nol veggo... (Luisa, Miller) Scena IX-X
  - Finale I Tu, signor, fra queste soglie!... (Rodolfo, Walter, Miller, Luisa) Scena XI-XII
  - Quintetto Fra' mortali ancora oppressa (Miller, Rodolfo, Walter, Luisa, Laura, Coro) Scena XII
  - Seguito e Stretta del Finale I I cenni miei si compiano. (Walter, Rodolfo, Miller, Luisa, Laura, Coro) Scena XII

### Atto II
- 7. Introduzione
  - Coro Ah! Luisa, Luisa, ove sei?... (Laura, Contadini, Luisa, Wurm) Scena I-II
  - Scena Il padre tuo... - Finisci. (Wurm, Luisa) Scena II
  - Aria Tu puniscimi, o Signore (Luisa) Scena II
  - Tempo di mezzo Qui nulla s'attenta imporre al tuo core (Wurm, Luisa) Scena II
  - Cabaletta A brani, a brani, o perfido (Luisa, Wurm) Scena II
- 8. Recitativo, Scena e Duetto di Walter e Wurm
  - Recitativo Egli delira: sul mattin degli anni (Walter) Scena III
  - Scena Ebben?... - Tutte apprestai (Walter, Wurm) Scena IV
  - Duetto L'alto retaggio non ho bramato (Walter, Wurm) Scena IV
- 9. Scena e Quartetto
  - Recitativo Vien la duchessa!... (Walter, Federica) Scena IV-V
  - Quartetto Presentarti alla duchessa (Walter, Federica, Wurm, Luisa) Scena VI
- 10. Scena e Aria di Rodolfo
  - Scena Il foglio dunque? (Rodolfo, Contadino) Scena VII
  - Aria Quando le sere, al placido (Rodolfo) Scena VII
  - Tempo di mezzo Di me chiedeste? (Wurm, Rodolfo, Servi, Walter) Scena VIII-IX
  - Cabaletta L'ara, o l'avello apprestami (Rodolfo, Walter, Coro) Scena IX

### Atto III
- 11. Scena e Coro
- Coro Come in un giorno solo (Laura, Contadine) Scena I-II

- 12. Scena e Duetto di Luisa e Miller
  - Recitativo Pallida... mesta sei!... (Miller, Luisa) Scena II
  - Duetto La tomba è un letto sparso di fiori (Luisa, Miller) Scena II
  - Tempo di mezzo Il foglio lacero... annullo... (Luisa, Miller) Scena II
  - Cabaletta Andrem, raminghi e poveri (Luisa, Miller) Scena II
- 13. Scena, Duetto, Terzetto finale
  - Scena Ah! l'ultima preghiera (Luisa, Rodolfo) Scena II-III
  - Duetto Piangi, piangi... il tuo dolore (Luisa, Rodolfo) Scena III-IV
  - Terzetto Quai grida intesi?... - Padre... ricevi... l'estremo addio... (Miller, Luisa, Rodolfo) Scena IV-V

## Brani celebri
- Lo vidi, e 'l primo palpito, romanza di Luisa (atto I)
- Sacra la scelta è d'un consorte, aria di Miller (atto I)
- Tu puniscimi, o Signore, aria di Luisa (atto II)
- Quando le sere, al placido, aria di Rodolfo (atto II)

## Incisioni discografiche (scelta)
| Anno | Cantanti (Luisa, Rodolfo, Miller, Federica, Walter)                                     | Direttore    |
| ---- | --------------------------------------------------------------------------------------- | ------------ |
| 1951 | Lucia Kelston, Giacomo Lauri Volpi, Scipio Colombo,                                     | Mario Rossi  |
| 1964 | Anna Moffo, Carlo Bergonzi, Cornell MacNeil, Shirley Verrett, Giorgio Tozzi             | Fausto Cleva |
| 1975 | Montserrat Caballé, Luciano Pavarotti, Sherrill Milnes, Anna Reynolds, Bonaldo Giaiotti | Peter Maag   |
| 1979 | Katia Ricciarelli, Plácido Domingo, Renato Bruson, Elena Obraztsova, Gwynne Howell      | Lorin Maazel |
| 1979 | Renata Scotto, Plácido Domingo, Sherrill Milnes, Jean Kraft, Bonaldo Giaiotti DVD       | James Levine |